# محمد العزبي
محمد العزبى (20 فبراير 1938 - 5 فبراير 2013) هو مغنى وممثل مصرى.

## نبذة مختصرة
ولد في حى الحسين في القاهرة في 20 فبراير 1938 لأب موسيقى. محمد العزبى متخرج من كلية التجارة وعمل موظفًا في الجمعية العامة للبترول، واتجه للغناء وبالذات الشعبي بعد ماكتشفه عزت الجاهلي. انضم لفرقة رضا سنة 1957 وأصبح المغنى السياسي للفرقه وغنى لها أغاني شعبيه مثل:«بهية»، «رنة الخلخال» و «الناى السحرى» و «فانوس رمضان» و "الأقصر بلدنا"، وسافر معها حول العالم قبل انفصاله عنها سنة 1969. كُرم في مهرجان الأغنية سنة 2003.

## وفاته
توفى العزبى عن عمر يناهز 75 سنه بإحدى مستشفيات حى المهندسين في مساء يوم الثلاثاء 5 فبراير 2013.

## أعماله

### من أغانيه
- ازاى الصحة
- أقصر بلدنا
- عيون بهية
- ياسين وبهية
- فنجانين قهوة
- حتشبسوت
- جرح الحبيب (دويتو مع المطربة اللبنانية ديانا حداد)
- فتح عنيك
- شوفت حبيبي

### أفلامه
- أنا الدكتور (1968) (غناء)
- غرام في الكرنك (1967)
- تفاحة آدم (1966)
- مع الناس (1964)
- حديث المدينة (1964)
- حياة عازب (1963)
- إجازة نصف السنة (1962)

## روابط خارجية
- محمد العزبي على موقع الدهليز
- محمد العزبي على موقع قاعدة بيانات الأفلام العربية
- محمد العزبي على موقع ديسكوغز (الإنجليزية)